# Saint-Pierre-des-Tripiers
Saint-Pierre-des-Tripiers là một xã ở tỉnh Lozère trong vùng Occitanie, phía nam nước Pháp.